# Mlčechvosty
Mlčechvosty jsou vesnice, část obce Vraňany v okrese Mělník ve Středočeském kraji. Nachází se asi dva kilometry jihozápadně od Vraňan. Leží na levém břehu Vltavy. Prochází tudy železniční trať Kralupy nad Vltavou - Děčín a silnice I/16. Je zde evidováno 99 adres. Trvale zde žije 273 obyvatel.
Mlčechvosty jsou také název katastrálního území o rozloze 4,52 km².

## Historie
První písemná zmínka o vesnici pochází z roku 1436.

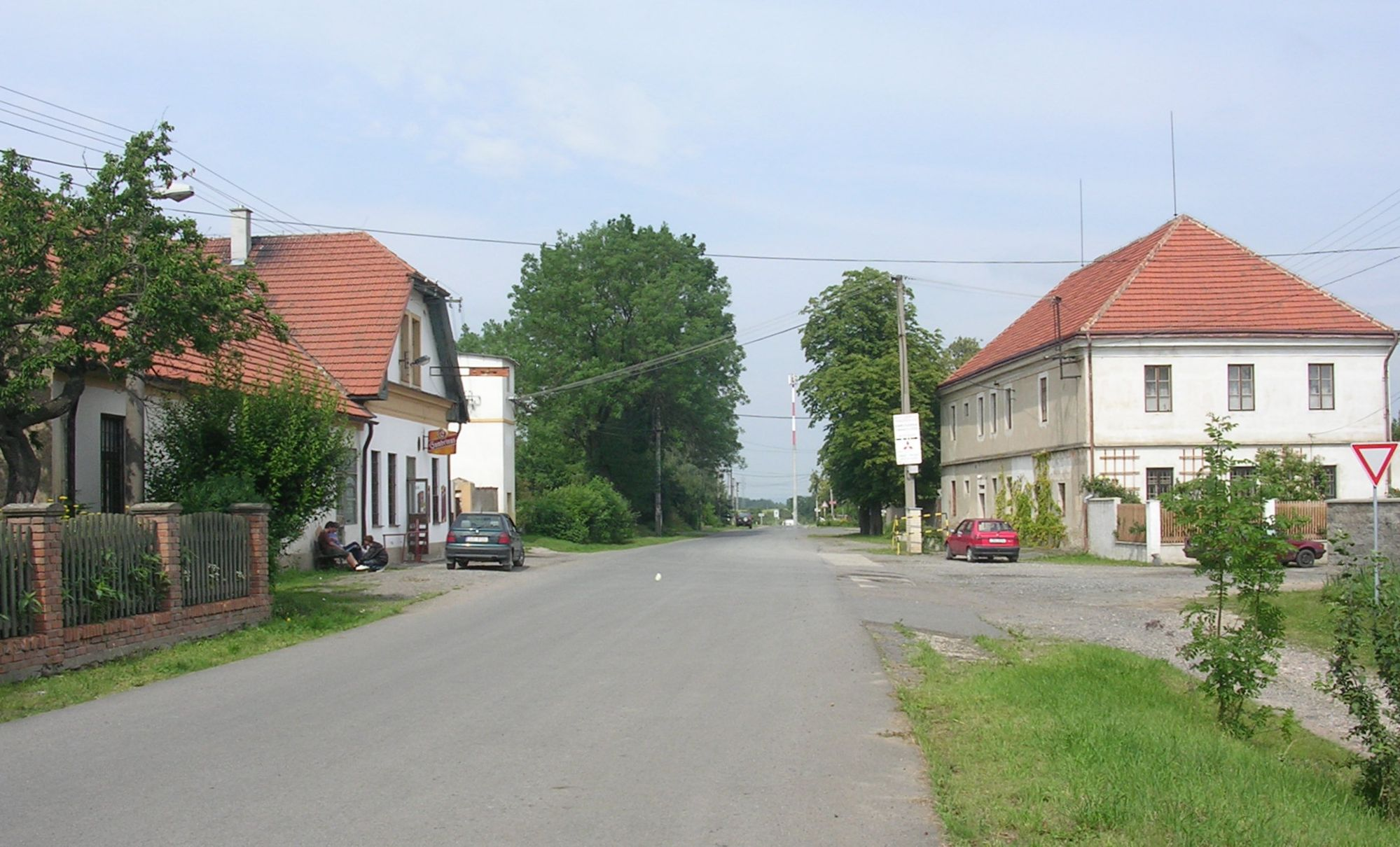
Stará silnice

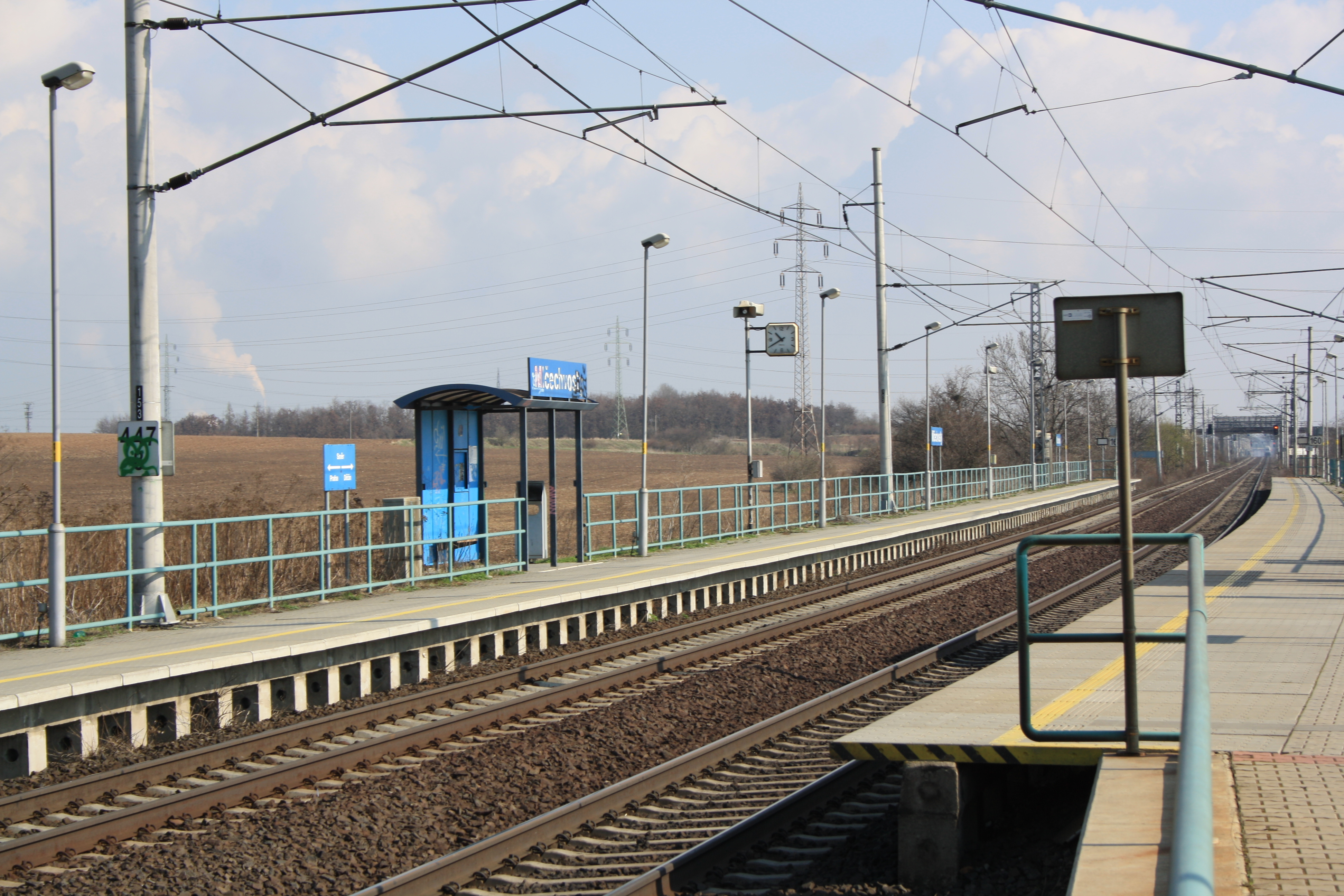
Železniční zastávka

Roku 1800 v dubnu na Bílou sobotu vyhořely celé Vraňany kromě Vrby a myslivce. Dne 22. téhož měsíce vyhořel mlýn ve Vepřku. (Téhož dne asi vyhořely i zbytky vepřecké tvrze.) Dne 2. června 1818 chtěl arcibiskup Václav Leopold Chlumčanský na Vepřku biřmovat, ale protože byl celý vyhořelý, byla vepřecká kolatura přidělena k biřmování do Černoušku. Před tím, totiž 4. května 1818 kol 4 hodiny odpoledne, vzňal se oheň u Toužilů č. 2 a celá ves v půlhodině vyhořela, krom fary (obytného domu) a čísel 15, 24, 25, a 19 (mlýna). Po žních opět vyhořela stodola s obilím u č. 10. Dne 11. dubna 1802 na Květnou neděli v 8 hod. večer začalo hořet v Mlčechvostech u Kmochů a vyhořel Obt, Koukol, Janda a j. Celkem bylo postiženo 10 živností. Devíti stodoly zůstaly, ale Koukolovi nic. Shořelo mnoho vepřového dobytka, husí a slepic. Zahynul přitom Obt a voják Novotný, kteří uhořeli ve sklepě. Koukolovi shořely 2 stodoly a žádný nemohl vstoupit na dvůr, neboť byl bouřlivý vítr a tak jeho stavení hořelo stále jediným plamenem po celých 7 hodin. Měl prý předtím tolik zásob, že by mohl vyživit 3 sedláky s lidmi i dobytkem, ale to vše shořelo.
Zrušení roboty a poddanského vztahu a ideály revoluce 1848 vedly k tomu, že se v Mlčechvostech u Kratochvílů začínali scházet přední stoupenci obrozeneckého hnutí. Do Mlčechvost dojížděl Karel Havlíček Borovský, Karel Sladkovský, Josef Barák, Josef Václav Frič, Karel Sabina, František Ladislav Rieger, bratři Julius a Eduard Grégrové, manželé Náprstkovi, Miroslav Tyrš, dále Jan Neruda, Josef Václav Sládek, Karolina Světlá, Sofie Podlipská, skladatel Vilém Blodek a často i Antonín Dvořák a další.

## Obyvatelstvo
| Rok            | 1869 | 1880 | 1890 | 1900 | 1910 | 1921 | 1930 | 1950 | 1961 | 1970 | 1980 | 1991 | 2001 | 2011 | 2021 |
| -------------- | ---- | ---- | ---- | ---- | ---- | ---- | ---- | ---- | ---- | ---- | ---- | ---- | ---- | ---- | ---- |
| Počet obyvatel | 253  | 281  | 284  | 297  | 286  | 285  | 333  | 331  | 362  | 327  | 277  | 247  | 273  | 201  | 252  |
| Počet domů     | 43   | 45   | 49   | 50   | 55   | 60   | 71   | 87   | 87   | 85   | 85   | 90   | 92   | 91   | 94   |

## Obecní správa
Při sčítání lidu v letech 1850–1960 byly Mlčechvosty samostatnou obcí, nejprve v okrese Slaný, v letech 1921–1950 v okrese Kralupy nad Vltavou a od roku 1960 v okrese Mělník. Od 1. července 1960 jsou částí obce Vraňany v okrese Mělník.

## Pamětihodnosti
- Usedlost čp. 28 (kulturní památka ČR)

## Osobnosti
- Václav Kratochvíl (1861–1919), archivář, historik
- František Molík, akademický malíř, grafik, ilustrátor, divadelní scenárista, autor divadelní hry